# Meridionalebene

Die Meridionalebene zum Punkt P enthält den Großkreis, der u. a. durch die Punkte Z, P, H verläuft

Meridionalebenen in einem Kugelkoordinatensystem enthalten die Polachse. Sie stehen damit senkrecht auf der Äquatorebene. Alle Richtungen innerhalb einer Meridionalebene bilden einen Meridian.
Bei einem rotationssymmetrischen, optischen System etwa wird als Polachse des Koordinatensystems die optische Achse gewählt.
Siehe auch Sagittalebene.